# アダルベルト・ペニャランダ
アダルベルト・ペニャランダ・マエストレ  (Adalberto Peñaranda Maestre, 1997年5月31日 - )は、ベネズエラ・メリダ州出身のサッカー選手。ボアヴィスタFC所属。ポジションはFW。ベネズエラ代表。

## 経歴
2013年に16歳でプリメーラ・ディビシオンのデポルティーボ・ラ・グアイラのトップチームに昇格し、8月11日のデポルティーボ・タチラ戦でプロデビュー。2014年2月23日のカラカスFC戦でプロ初ゴールを記録するなど、10代ながら有望株として注目されたペニャランダに、ヨーロッパの各チームも注目し、2015年6月16日のイタリアのウディネーゼ・カルチョがペニャランダを獲得した後、ローン移籍で提携チームにあたるスペインのグラナダCFに送られた。Bチームで3得点を決めた後、11月22日のアスレティック・ビルバオ戦で、念願のトップチームデビュー。12月12日のレバンテUD戦では、プリメーラ・ディビシオン初ゴールを決めた。
2016年2月1日、グラナダと同じくウディネーゼの提携チームにあたるイングランドのワトフォードFCへの移籍が決定するも、シーズン終了までのローン移籍という形でグラナダに残留。毎年のように1部残留争いを繰り広げるグラナダの苦しいチーム状況の中、ペニャランダは5得点を決めるなど前線で奮闘し、グラナダの1部リーグ5年連続残留に貢献した。

## ベネズエラ代表
2013年のプロデビューと同時にユース世代のベネズエラ代表に招集され、2016年には18歳で早くもフル代表に招集された。

## タイトル

### クラブ
デポルティーボ・デ・グアイラ
- コパ・ベネズエラ : 1回 (2014)